# تشارلي مكوي
تشارلي مكوي (بالإنجليزية: Charlie McCoy)‏ هو مغن مؤلف أمريكي، ولد في 28 مارس 1941 في أوك هيل في الولايات المتحدة.

## وصلات خارجية
- تشارلي مكوي على موقع IMDb (الإنجليزية)
- تشارلي مكوي على موقع ميوزك برينز (الإنجليزية)
- تشارلي مكوي على موقع ديسكوغز (الإنجليزية)
- تشارلي مكوي على موقع قاعدة بيانات الفيلم (الإنجليزية)